# Towson Tigers

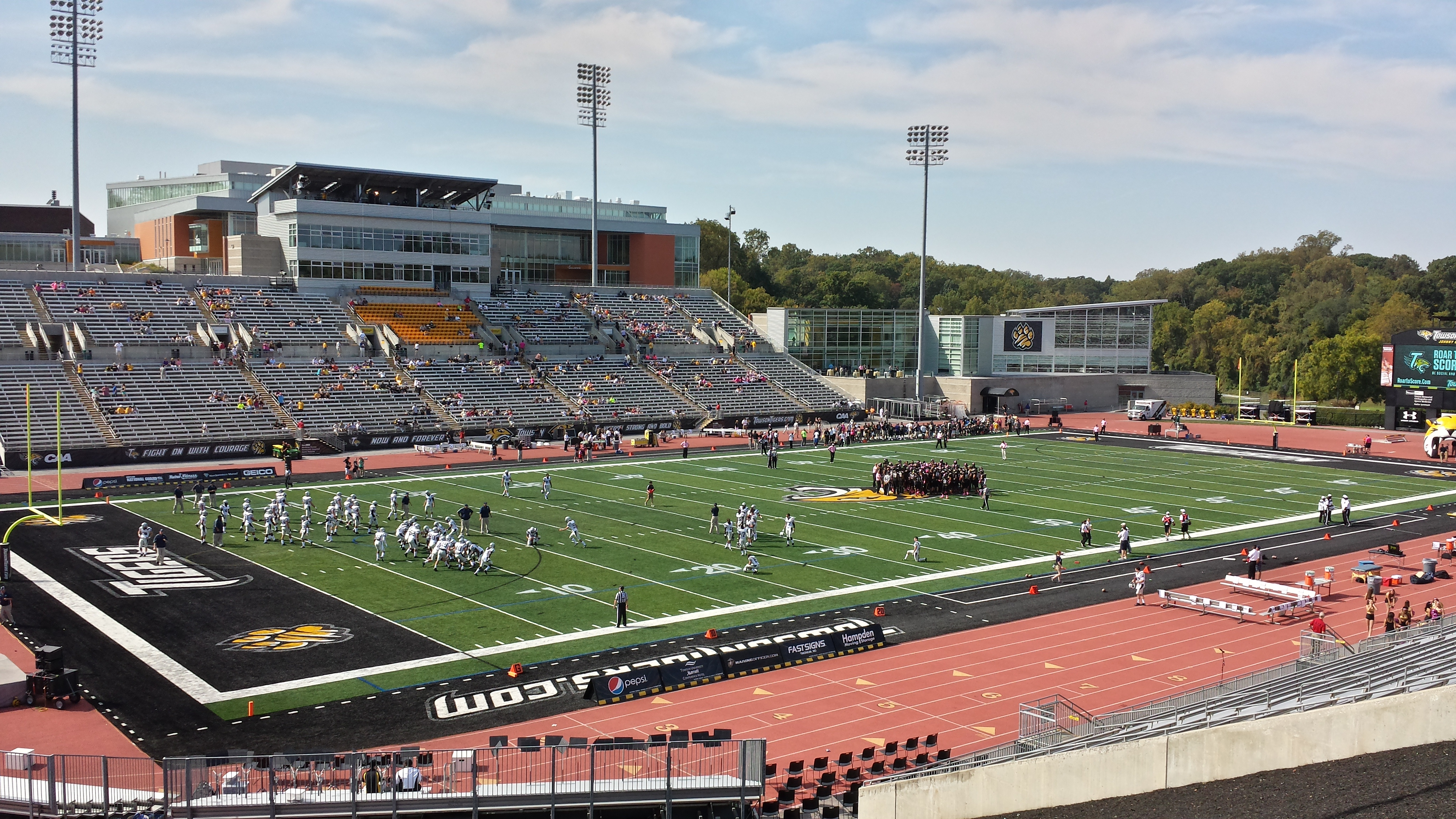
Johnny Unitas Stadium

Towson Tigers (español: los Tigres de Towson) es el nombre de los equipos deportivos de la Universidad de Towson, situada en Towson (Maryland). Los equipos de los Tigers participan en las competiciones universitarias organizadas por la NCAA, y forman parte de la Colonial Athletic Association.

## Apodo y mascota
Los equipos deportivos de la universidad eran conocidos cono los Golden Knights desde los años 20, pero ya en los años 50  hubo deportes que adoptaron su propio nombre de mascota, así el equipo de lacrosse se denominaron los Indians y el de lucha libre los Teachers. Fue en los años 60 cuando a raíz de que el equipo de fútbol se autodenominara los Tigers cuando se adoptó para todas las especialidades deportivas.

## Programa deportivo
Los Tigers compiten en 6 deportes masculinos y en 13 femeninos:
| - Masculino - Baloncesto - Béisbol - Fútbol Americano - Lacrosse - Golf - Natación y Saltos | - Femenino - Cross - Baloncesto - Golf - Fútbol - Natación y Saltos - Equitación - Voleibol - Tenis - Atletismo (indoor y outdoor) - Gimnasia deportiva - Lacrosse - Hockey sobre hierba |

## Instalaciones deportivas
- SECU Arena es el pabellón donde disputan sus partidos los equipos de baloncesto, voleibol y gimnasia deportiva. Fue inaugurado en 2013 y tiene una capacidad para 5.200 espectadores.[2]
- Johnny Unitas Stadium, es el estadio donde disputan sus encuentros el equipo de fútbol americano. Inaugurado en 1978, tiene una capacidad para 11.198 espectadores.[3]